# The Decemberists
«The Decemberists» — інді-фольк-рок-гурт із Портленда, Орегон, фронтменом якого є співак і композитор Колін Мелой. Інші учасники гурту: Кріс Фанк (Chris Funk) — гітара, мультиінструменталіст); Дженні Конлі (Jenny Conlee) — орган, акордеон, мелодика, фортепіано, клавішні, губна гармоніка), Нейт Квері Nate Query) — (бас-гітара і Джон Моен (John Moen) — барабани, бек-вокал, мелодика, електрогітара).

## Історія
Дебют гурту з EP, «5 Songs» відбувся 2001 року.
Після виходу досить вдалого третього альбому «Picaresque» гурт укладає контракт з одним із найбільших лейблів Capitol Records, на якому й записує в 2006 році, як вважають, найсильніший альбом, що отримав назву «The Crane Wife». Його реліз відбувся 3 жовтня 2006 року. Втім, гурт залишається приєднаним до Kill Rock Stars, на якому вийшли їхні попередні два альбоми, і Omnibus, а також повне зібрання всіх композицій гурту Tarkio, в якій до The Decemberists грав лідер гурту Колін Мелой.
У 2005 році гурт опублікував свої композиції та відео в інтернеті, які в березні 2005 стали лідерами за кількістю завантажень з використанням протоколу BitTorrent серед подібних файлів. Судячи зі статистики на last.fm популярність гурту так само вельми велика — близько 16 млн прослуховувань (на кінець 2007 р.), що на 5 млн більше, ніж у Брітні Спірс і на 2 млн більше, ніж у Мадонни.
Музиканти використовують такі екзотичні для американської рок-сцени інструменти, як орган та акордеон, гармоніку та віолончель.
Титульна композиція альбому під назвою «The Crane Wife» розбита на 3 частини і заснована на японській народній казці. Колін Мелой стверджує, що прочитав її, працюючи в книжковому магазині. Мотиви їхніх пісень можуть бути найрізноманітнішими, від химерних і навіть дуже ліричних, до епічних саг. Часто темами для творчості музикантів стають історичні події з усіх кінців світу.
Останній альбом The King Is Dead вийшов 18 січня 2011 року, на ньому гурт повертається до простих пісенних форм. У записі брав участь Пітер Бак з R.E.M..

## Учасники

### Теперішній склад
- Колін Мелой (Colin Meloy[en]) — вокал, гітара
- Нейт Квері (Nate Query[en]) — бас
- Джон Моен (John Moen[en]) — ударні,
- Кріс Фанк (Chris Funk[en]) — гітара, банджо, металофон, терменвокс
- Дженні Конлі (Jenny Conlee[en]) — орган, акордеон, мелодика, вокал

### Колишні учасники
- Джессі Емерсон — бас
- Езра Холбрук — ударні
- Рейчіл Блумберґ[en]  — ударні, вокал
- Девід Лангенес — гітара
- Петра Гейден[en]  — скрипка, вокал), дочка басиста Чарлі Гейдена

## Дискографія

### Альбоми
- Castaways and Cutouts LP (Hush release 2002, Kill Rock Stars reissue 2003)
- Her Majesty the Decemberists LP (Kill Rock Stars, 2003)
- Picaresque LP (Kill Rock Stars, 22 березня, 2005)
- The Crane Wife LP (Capitol Records, 3 жовтня, 2006)
- Hazards of Love LP (Capitol Records, 24 березня, 2009)
- The King Is Dead LP (Rough Trade, January 18, 2011)
- What a Terrible World, What a Beautiful World (2015)
- I'll Be Your Girl (2018)
- As It Ever Was, So It Will Be Again (2024)

### Сингли
- 5 Songs EP (self-released 2001, Hush reissue 2002)
- The Tain EP (Acuarela Discos, 2004)
- Billy Liar CD Single (Kill Rock Stars, 2004)
- 16 Military Wives CD/7" Single (Rough Trade, 2005)
- Picaresqueities EP (Kill Rock Stars, 25 квітня, 2006)